# Bunyip
Der Bunyip ist ein sagenhaftes Tier, das nach Erzählungen der Aborigines in den Flüssen, Wasserlöchern und Sümpfen Australiens hausen soll.

## Beschreibung

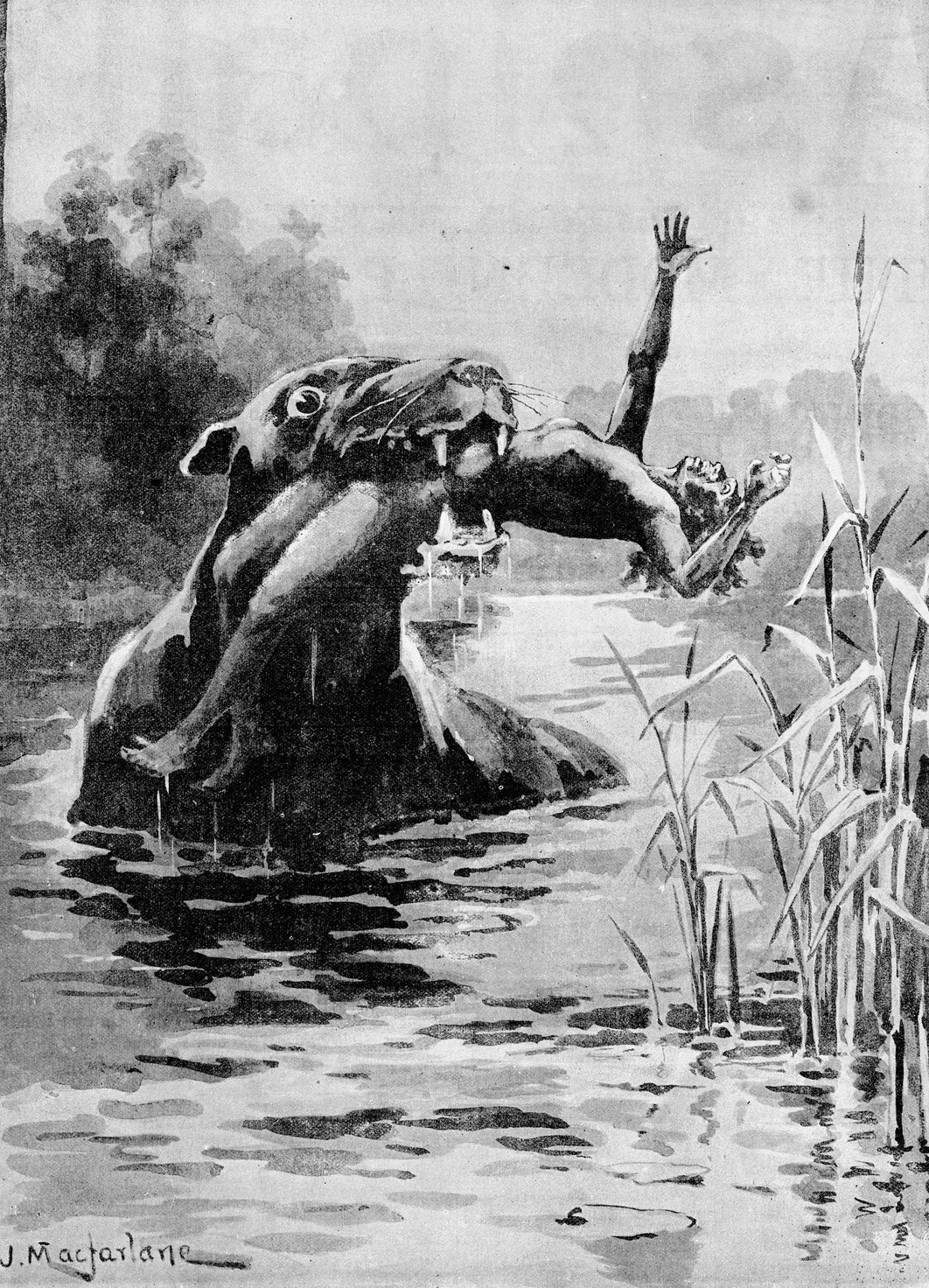
Bunyip-Darstellung, um 1890, Quelle: Illustrated Australian news

Das Aussehen des Bunyips variiert in den verschiedenen Überlieferungen beträchtlich. Wird es in einigen Darstellungen als große Schlange mit Bart und Mähne beschrieben, schildern andere Aborigines das Wesen als ein halbmenschliches Tier mit dichtem Pelz und einem langen Hals mit einem Vogelkopf. Noch eine andere Version stellt das Bunyip mit langen Walross-Stosszähnen dar. Die Legende besagt, dass Bunyips in jeder Wasserstelle lauern können und dort auf unvorsichtige Tiere oder Menschen warten, um diese ins Wasser zu ziehen und dann zu töten.
Das Gebrüll der Bunyips soll vor allem nachts zu hören sein.

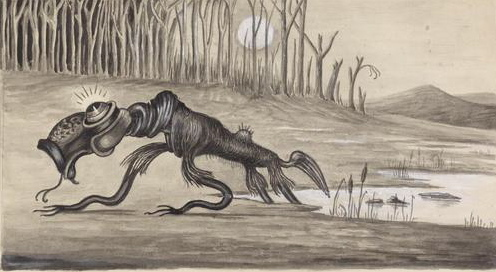
Bunyip-Darstellung von 1935, unbekannter Künstler, aus der National Library of Australia digital collections.

## Geschichte des Mythos
Die meisten Australier halten den Bunyip für ein Fabelwesen aus der Mythologie der Aborigines. Spätestens ab dem 19. Jahrhundert wird spekuliert, ob der Bunyip sogar nur ein Scherz der australischen Ureinwohner auf Kosten der im Land zunächst unbedarften europäischen Siedler gewesen sein könnte. Sogenannte Kryptozoologen spekulierten dagegen, ob die Legende des Bunyip auf die ausgestorbene Beuteltierart Diprotodon zurückgehen könnte.
1985 strahlte das Das Erste eine Kinder-Dokumentarfilmserie namens Die Jagd nach dem Bunyip aus, in der sich Armin Maiwald in Australien auf die Suche nach dem Fabeltier macht.